# Grand Prix automobile d'Abou Dabi 2015
GP précédent GP suivant
Le Grand Prix automobile d'Abou Dabi 2015 (2015 Formula 1 Etihad Airways Abu Dhabi Grand Prix), disputé le 29 novembre 2015 sur le Circuit Yas Marina, est la 935e épreuve du championnat du monde de Formule 1 courue depuis 1950. Il s'agit de la septième édition du Grand Prix d'Abou Dabi comptant pour le championnat du monde et de la dix-neuvième et dernière manche du championnat 2015. Il présente la particularité, depuis sa première édition en 2009, de démarrer au tomber du jour, et donc de se dérouler partiellement en nocturne. 
Comme au Brésil, deux semaines plus tôt, Nico Rosberg creuse un écart important de 377 millièmes de seconde sur son coéquipier Lewis Hamilton lors de la troisième phase des qualifications, alors que le champion du monde 2015 avait pris les devants en Q1 et en Q2 sur la piste de Yas Marina. Rosberg obtient ainsi sa sixième pole position consécutive, la vingt-deuxième de sa carrière. Cette saison, les Mercedes, avec un record de dix-huit pole positions (sept pour Rosberg, onze pour Hamilton), n'ont laissé qu'une seule fois un autre pilote partir de la première place de la grille, Sebastian Vettel à Singapour. Ce dernier, pour avoir compté sur des pneus tendres en Q1, n'a pas dépassé ce cap et s'élance du seizième rang sur la grille. Son coéquipier Kimi Räikkönen, le meilleur derrière les Flèches d'Argent, part depuis la deuxième ligne, en compagnie de Sergio Pérez, ce qui pourrait l'avantager sur son rival pour la quatrième place du championnat, Valtteri Bottas, sixième temps des qualifications, en troisième ligne juste derrière Daniel Ricciardo. La quatrième ligne est composée de Daniil Kvyat et Felipe Massa.
Les trois premiers sur la grille de départ se classent aux mêmes places au terme des cinquante-cinq tours de l'ultime Grand Prix de la saison 2015. Nico Rosberg remporte sa troisième victoire consécutive, sa sixième cette saison et la quatorzième de sa carrière. Lewis Hamilton, qui ne s'est plus imposé depuis sa victoire aux États-Unis qui lui a offert son troisième titre mondial, assure un douzième doublé à Mercedes Grand Prix, ce qui constitue un nouveau record en Formule 1 sur une saison. En montant sur le podium, Kimi Räikkönen termine à la quatrième place du championnat des pilotes. Sebastian Vettel, seul pilote à avoir battu (trois fois) les Flèches d'Argent cette année, est remonté du seizième rang au départ pour passer la ligne d'arrivée en quatrième position. Sergio Pérez, cinquième à vingt secondes de Vettel, devance Daniel Ricciardo. Plus loin et groupés dans le même tour que le vainqueur, Nico Hülkenberg, Felipe Massa, Romain Grosjean et Daniil Kvyat se partagent les derniers points en jeu. 
Lewis Hamilton porte son score de champion du monde à 381 points, devant Rosberg (322 points) et Sebastian Vettel (278 points). Kimi Räikkönen termine quatrième avec 150 points, devant Valtteri Bottas (136 points) et Felipe Massa (121 points) ; suivent Daniil Kvyat (95 points), Daniel Ricciardo (92 points) et Sergio Pérez (78 points). Mercedes, avec 703 points, termine avec une avance considérable sur Ferrari (428 points) et Williams (257 points) ; suivent Red Bull Racing (187 points), Force India (136 points) et Lotus (78 points). La Scuderia Toro Rosso, avec 67 points, précède Sauber (36 points) et McLaren (27 points). Manor Marussia n'a pas inscrit de point cette saison.

## Contexte avant le Grand Prix
Alors qu'en 2014, le titre mondial des pilotes était encore en jeu dans cette ultime manche compte tenu de la règle, abandonnée depuis, du doublement des points lors de l'ultime épreuve (la victoire valant cinquante points), les podiums du championnat 2015 sont déjà connus. Lewis Hamilton conserve son titre de champion du monde devant son coéquipier Nico Rosberg et Sebastian Vettel tandis que, du côté des écuries, Mercedes Grand Prix célèbre sa deuxième couronne mondiale consécutive, devant Ferrari et Williams. Red Bull Racing est assurée du quatrième rang et Force India du cinquième. La principale incertitude concerne la quatrième place du classement pilotes que se disputent Valtteri Bottas et Kimi Räikkönen, seulement séparés d'un point au départ de la course.

## Essais libres

### Première séance, le vendredi de 13 h à 14 h 30
| Pos. | Pilote           | Voiture              | Chrono         | Écart     |
| ---- | ---------------- | -------------------- | -------------- | --------- |
| 1    | Lewis Hamilton   | Mercedes             | 1 min 43 s 754 |           |
| 2    | Nico Rosberg     | Mercedes             | 1 min 43 s 895 | + 0 s 141 |
| 3    | Kimi Räikkönen   | Ferrari              | 1 min 44 s 500 | + 0 s 746 |
| 4    | Daniil Kvyat     | Red Bull-Renault     | 1 min 44 s 702 | + 0 s 948 |
| 5    | Sebastian Vettel | Ferrari              | 1 min 44 s 742 | + 0 s 988 |
| 6    | Nico Hülkenberg  | Force India-Mercedes | 1 min 44 s 751 | + 0 s 997 |

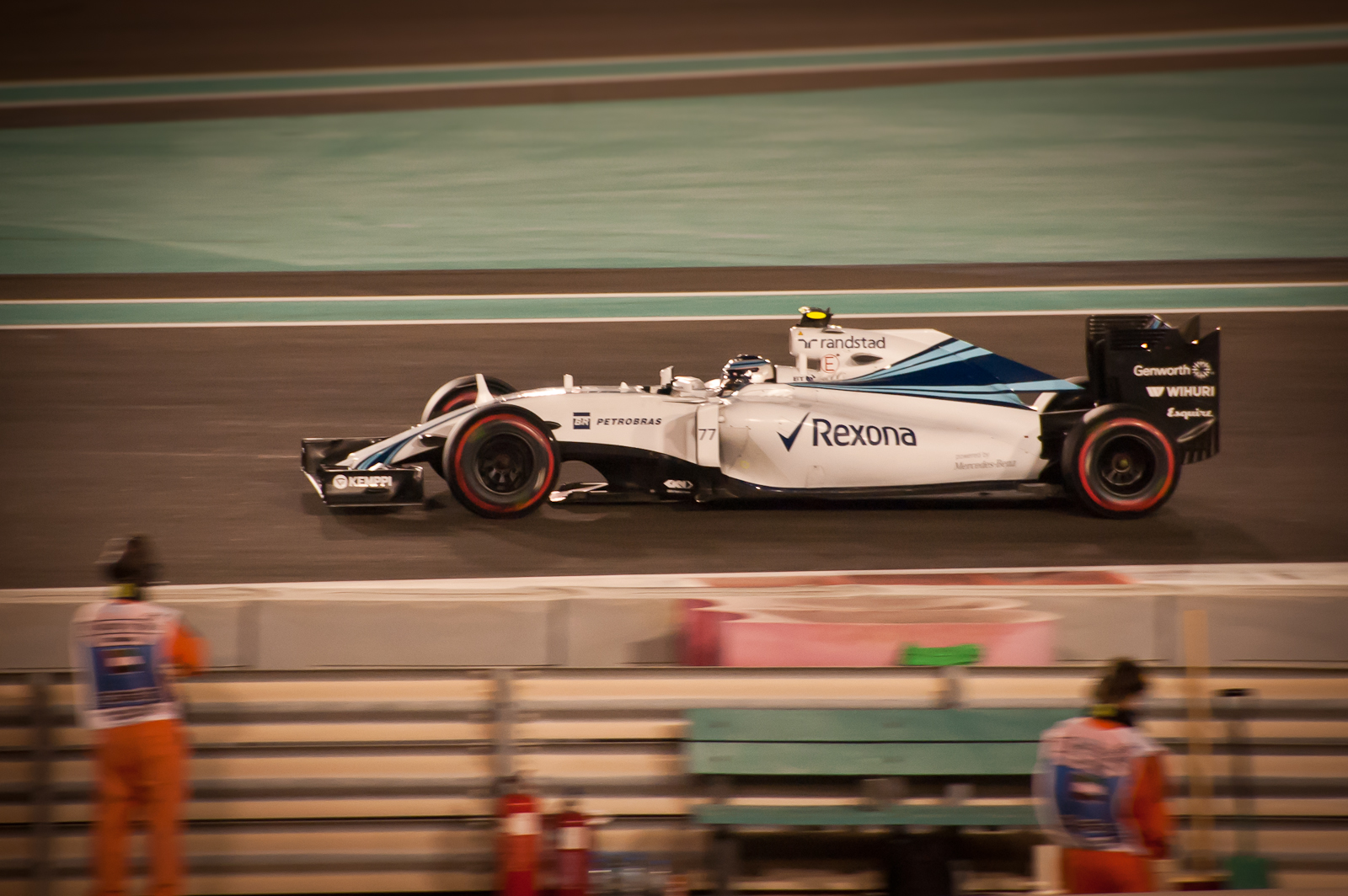
Valtteri Bottas au Grand Prix d'Abou Dabi 2015.

Il fait beau et la température extérieure est de 28 °C au début de la première séance d'essais libres du Grand Prix d'Abou Dabi, dernière manche du championnat 2015. L'ensemble du plateau prend la piste dès son ouverture pour effectuer un tour d'installation, hormis Jolyon Palmer dont la Lotus E23 Hybrid est victime d'une fuite d'eau. Les Ferrari SF15-T sont équipées d'un système d'acquisition de données muni de deux lumières de part et d'autre du train arrière. Nico Rosberg établit le temps de référence en 1 min 55 s 130 et l'améliore sur sa lancée, en 1 min 44 s 626 puis 1 min 44 s 102 tandis que son coéquipier Lewis Hamilton, en proie à un souci de volant, reçoit l'ordre de son stand de finir son relais avant de procéder à son remplacement,,.
Dans le stand McLaren Racing, les mécaniciens s'affairent autour de la McLaren MP4-30 de Fernando Alonso ; le pilote espagnol doit patienter pendant une demi-heure avant de pouvoir prendre la piste. Sebastian Vettel rentre au stand au ralenti au volant de sa Ferrari alors que les pilotes Mercedes se relaient en tête du classement. Lewis Hamilton tourne en 1 min 43 s 996 et Rosberg en 1 min 43 s 895 avec le train de pneus supplémentaire réservé aux trente premières minutes de la séance. Les Force India VJM08B suivent à plus d'une seconde et demi, devant la Ferrari de Kimi Räikkönen. Alors que Rosberg tourne en 1 min 43 s 895, Räikkönen se montre plus rapide que Sergio Pérez et Nico Hülkenberg qui bénéficient pourtant d'une meilleure vitesse de pointe. Pour l'instant, aucune Red Bull RB11 n'a réalisé le moindre tour chronométré,,.
Après la mi-séance et après vingt minutes de calme total, les pilotes se relancent ; Daniel Ricciardo et Daniil Kvyat, à l'issue de leurs premiers tours chronométrés, s'approchent à une seconde de Rosberg qui se plaint de problèmes de freins. Fernando Alonso, en laissant passer Carlos Sainz Jr. et Räikkönen, manque d'accrocher la roue arrière-gauche de la Ferrari avec son aileron avant. À une demi-heure du terme de la séance, Lewis Hamilton se place définitivement en tête en 1 min 43 s . Rosberg reçoit l'ordre de rentrer au stand après que son équipe a décelé une pression anormalement basse d'un de ses pneus arrière. Il termine second de cette session, devant Räikkönen, Kvyat, Vettel et Hülkenberg qui évoluent tous à moins d'une seconde d'Hamilton,,.
- Jolyon Palmer, pilote essayeur chez Lotus F1 Team, remplace Romain Grosjean lors de cette séance d'essais.

### Deuxième séance, le vendredi de 17 h à 18 h 30
| Pos. | Pilote           | Voiture              | Chrono         | Écart     |
| ---- | ---------------- | -------------------- | -------------- | --------- |
| 1    | Nico Rosberg     | Mercedes             | 1 min 41 s 983 |           |
| 2    | Lewis Hamilton   | Mercedes             | 1 min 42 s 121 | + 0 s 138 |
| 3    | Sergio Pérez     | Force India-Mercedes | 1 min 42 s 610 | + 0 s 627 |
| 4    | Daniel Ricciardo | Red Bull-Renault     | 1 min 42 s 647 | + 0 s 664 |
| 5    | Sebastian Vettel | Ferrari              | 1 min 42 s 717 | + 0 s 734 |
| 6    | Daniil Kvyat     | Red Bull-Renault     | 1 min 42 s 798 | + 0 s 815 |

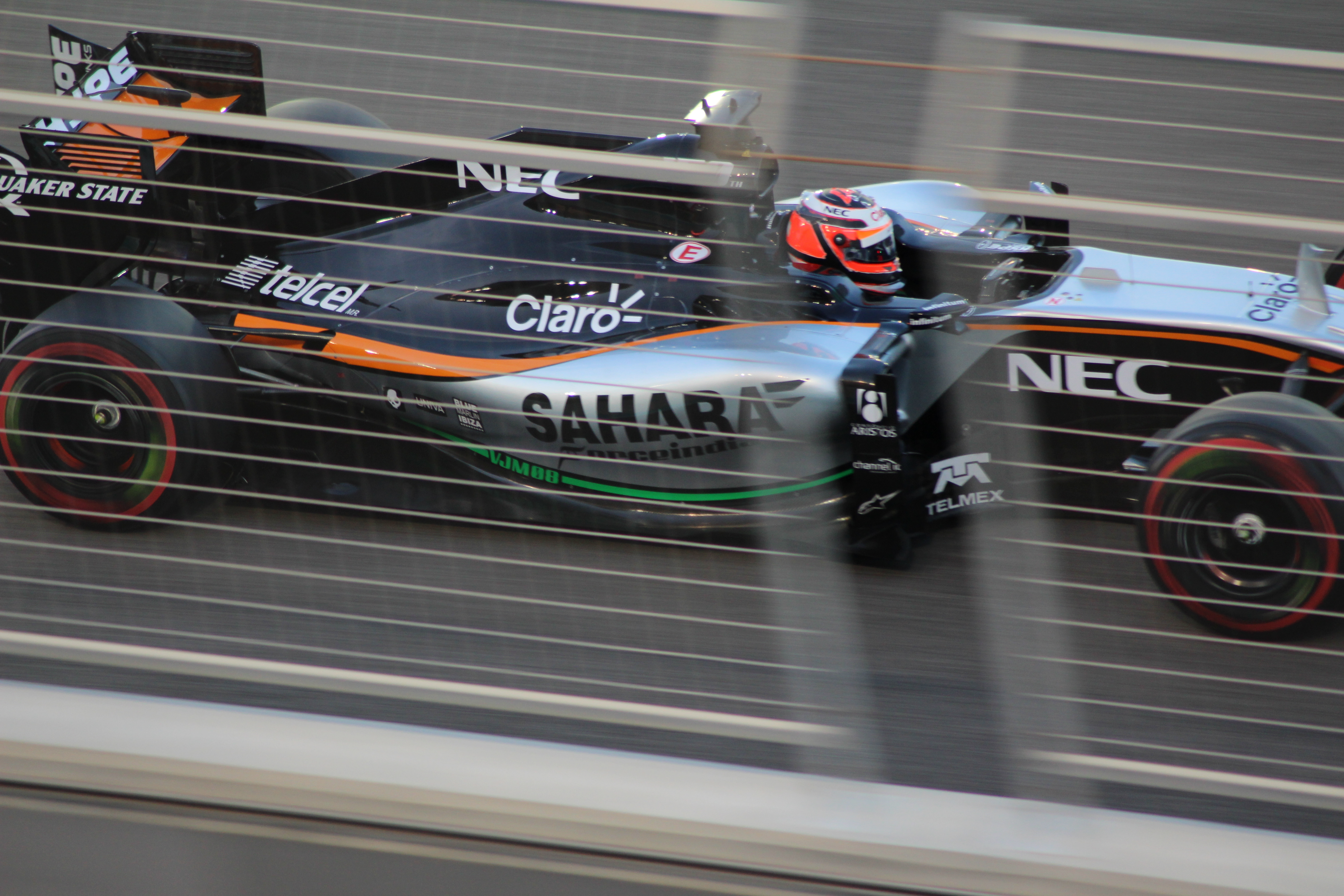
Nico Hülkenberg au Grand Prix d'Abou Dabi 2015.

La deuxième séance d'essais libres débute alors que le soleil commence à se coucher ; pour autant, la température ambiante est de 26 °C et la piste est à 29 °C. Les Ferrari sont les premières monoplaces en piste, chaussées de pneumatiques tendres. Sebastian Vettel profite de son tour d'installation pour souhaiter en chanson un bon anniversaire à son ingénieur de course puis fixe le temps de référence en 1 min 45 s 009,,.
Sergio Pérez améliore dans la foulée en 1 min 44 s 362 puis cède sa place à Kimi Räikkönen (1 min 44 s 237 puis 1 min 43 s 994. Vettel boucle son nouveau tour lancé à 52 millièmes de seconde de son coéquipier. Nico Rosberg passe ensuite en tête en 1 min 42 s 899, améliorant ainsi le meilleur temps de la session précédente. Quelques instants plus tard, Lewis Hamilton tourne en 1 min 42 s 524,,.
Après seulement vingt minutes, Räikkönen chausse les pneus « supertendres » ; il est imité, quelques minutes plus tard, par Daniel Ricciardo et Sebastian Vettel puis, après une demi-heure, par tous les autres pilotes. Rosberg, en 1 min 41 s 983, prend l'avantage, pour un dixième de seconde, sur son coéquipier (1 min 42 s 121) ; derrière les Mercedes, Daniel Ricciardo est le plus rapide, en 1 min 42 s 647. Sergio Pérez, en 1 min 42 s 610, prend finalement la troisième place avant d'être victime de problèmes de freins,,.
Carlos Sainz Jr. renonce une nouvelle fois avant le terme de la séance quand sa Toro Rosso STR10 perd soudainement toute sa puissance. Derrière les deux pilotes Mercedes, Pérez et Ricciardo, suivent Vettel, Daniil Kvyat, Räikkönen, Nico Hülkenberg et Fernando Alonso, tous en moins d'une seconde,,.

### Troisième séance, le samedi de 14 h à 15 h
| Pos. | Pilote           | Voiture              | Chrono         | Écart     |
| ---- | ---------------- | -------------------- | -------------- | --------- |
| 1    | Nico Rosberg     | Mercedes             | 1 min 41 s 856 |           |
| 2    | Lewis Hamilton   | Mercedes             | 1 min 42 s 137 | + 0 s 281 |
| 3    | Sebastian Vettel | Ferrari              | 1 min 42 s 185 | + 0 s 329 |
| 4    | Sergio Pérez     | Force India-Mercedes | 1 min 42 s 448 | + 0 s 592 |
| 5    | Kimi Räikkönen   | Ferrari              | 1 min 42 s 627 | + 0 s 771 |
| 6    | Daniel Ricciardo | Red Bull-Renault     | 1 min 42 s 726 | + 0 s 870 |

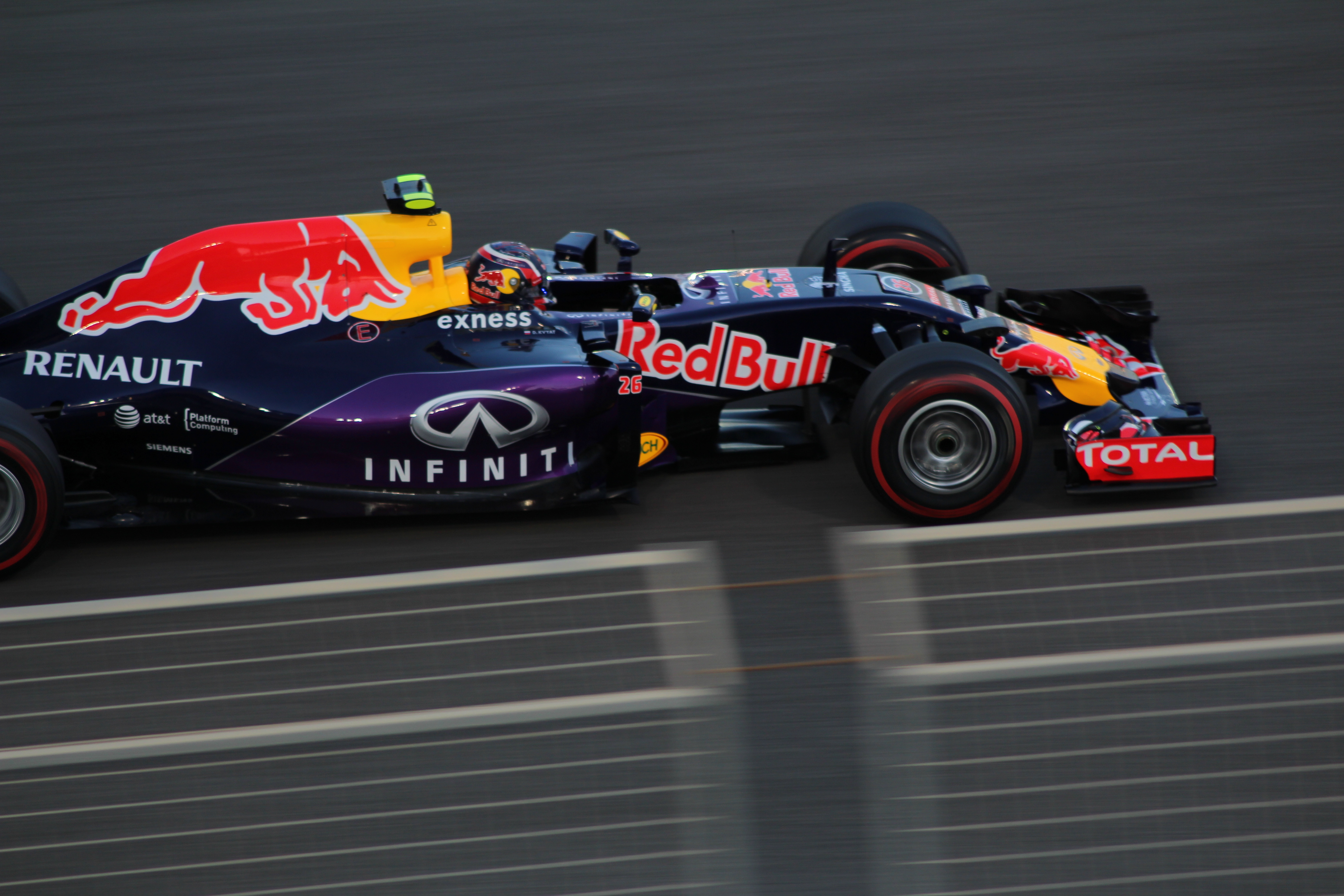
Daniil Kvyat au Grand Prix d'Abou Dabi 2015.

La température est de 27 °C au départ de la dernière séance d'essais libres. Les pilotes ne tardent pas à s'élancer en piste, avec le mélange « tendre », le composé le plus dur proposé par Pirelli. Felipe Nasr fixe le temps de référence en 1 min 46 s 061 puis améliore sur sa lancée, en 1 min 45 s 836,,.
Sergio Pérez prend alors la tête en 1 min 44 s 306 puis est relayé par Carlos Sainz Jr. (1 min 43 s 300), Kimi Räikkönen (1 min 43 s 214) et Lewis Hamilton (1 min 43 s 078). Sebastian Vettel est quant à lui victime d'un tête-à-queue au premier virage tandis que Max Verstappen est en difficulté dans le virage no 11. Alors que Lewis Hamilton part à son tour en tête-à-queue à la sortie du virage no 6 (juste avant l'épingle), Romain Grosjean se plaint du comportement de sa Lotus E23 Hybrid qui ne lui permet que de devancer les Marussia MR03B. La première Red Bull RB11 ne sort qu'après vingt-cinq minutes d'essais et Daniel Ricciardo prend la cinquième tandis que Daniil Kvyat est victime d'un problème électrique,,.
À un quart d'heure du drapeau à damier, Kvyatt peut enfin prendre la piste alors que le reste du plateau chausse les pneus « supertendres » et se relance avec le minimum d'essence à bord. Le Russe n'effectue qu'un tour avant de rentrer au stand. Nico Rosberg, malgré un deuxième secteur moins rapide que celui de Räikkönen, passe en tête en 1 min 42 s 196 puis améliore en 1 min 41 s 856, reléguant Hamilton et Vettel à trois dixièmes de seconde. La situation n'évolue plus et, derrière ce trio, suivent Sergio Pérez, Räikkönen et Ricciardo, le dernier à évoluer à moins d'une seconde du meilleur temps,,.

## Séance de qualifications

### Résultats des qualifications

#### Session Q1

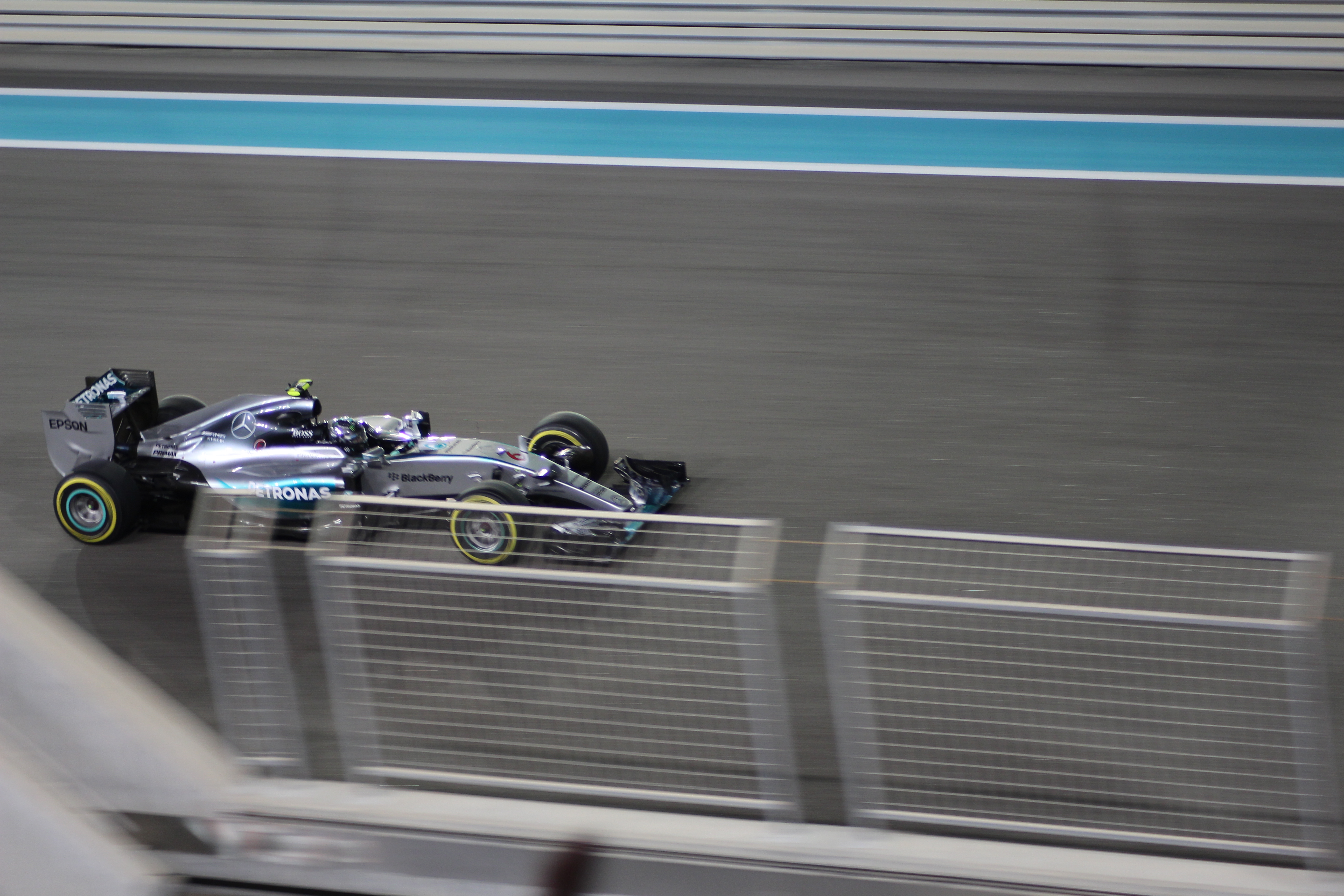
Nico Rosberg au Grand Prix d'Abou Dabi 2015.

La séance qualificative du Grand Prix d'Abou Dabi commence sous une température ambiante de 26 °C alors que le soleil se couche. Les pilotes ne tardent pas à prendre la piste et Daniel Ricciardo, en 1 min 43 s 401, fixe le temps de référence, immédiatement battu par Lewis Hamilton qui, chaussé des gommes les plus tendres proposées par Pirelli, boucle son tour lancé en 1 min 40 s 974 ; son coéquipier Nico Rosberg, lui aussi équipé des pneus « super tendres » prend la deuxième place. Les pilotes Mercedes repoussent leurs rivaux, en pneus tendres, à plus de 2 secondes,,.  
Alors que toutes les écuries hormis la Scuderia Ferrari demandent à leurs pilotes de passer les pneumatiques les plus performants, Mercedes conserve néanmoins une seconde pleine d'avance sur ses plus proches poursuivants. Sergio Pérez, au volant de sa Force India VJM08B prend ainsi la troisième place, en 1 min 41 s 983 et devance son coéquipier Nico Hülkenberg,,.
En fin de séance, Jenson Button réalise un ultime tour qualificatif qui conduit à l'élimination de son coéquipier Fernando Alonso, victime un peu plus tôt d'une crevaison qui a compromis ses chances d'accéder à la phase Q2. La surprise vient de l'élimination de Sebastian Vettel, victime d'une erreur stratégique puisqu'il na pas passé les pneus « supertendres » suffisamment tôt pour établir un des quinze premiers temps,,.
Alors que personne ne parvient à battre le temps de Lewis Hamilton, les cinq pilotes éliminés sont Roberto Merhi et son coéquipier Will Stevens, Marcus Ericsson, Alonso et Vettel,,.

#### Session Q2

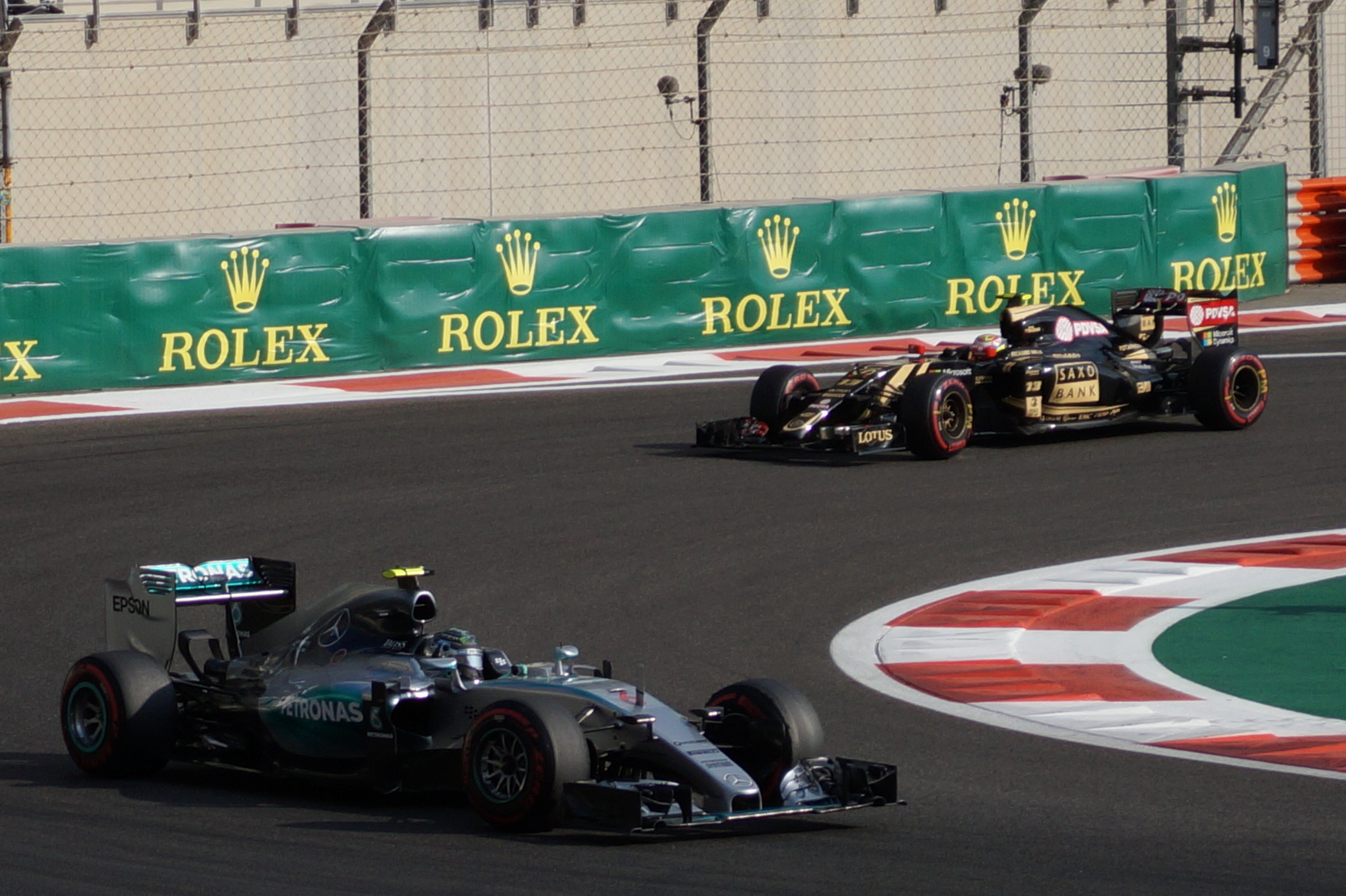
Nico Rosberg et Romain Grosjean au Grand Prix d'Abou Dabi 2015.

Les pilotes se relancent dès l'ouverture de la piste et tous les concurrents utilisent désormais les pneumatiques « supertendres », même Kimi Räikkönen qui a réussi à économiser un train de ces pneus en restant en gommes dures durant la session Q1. Felipe Massa fixe le temps de référence en 1 min 42 s 362 mais Lewis Hamilton réplique en 1 min 40 s 758, immédiatement suivi par son coéquipier Nico Rosberg, en 1 min 40 s 979,,.
Comme lors de la phase précédente, les Force India et la Red Bull RB11 de Daniel Ricciardo sont les seules à évoluer à moins d'une seconde des Mercedes de tête. Räikkönen établit ensuite le quatrième temps, en 1 min 41 s 612, en s'intercalant entre Sergio Pérez (1 min 41 s 560) et Ricciardo (1 min 41 s 830) alors que Lotus F1 Team intime à Romain Grosjean de rentrer au stand. Le Français, dont la Lotus E23 Hybrid est victime d'un problème technique, essaie de se relancer dans des derniers instants de la séance mais sa monoplace s'immobilise dans le virage no 8, provoquant son élimination,,.
Les deux pilotes Williams F1 Team ne s'élancent que dans les derniers instants et se qualifient en sixième position pour Valtteri Bottas (1 min 41 s 868) et à la huitième place pour Felipe Massa (1 min 42 s 349). Pour 39 millièmes de seconde, Max Verstappen échoue à ravir la dixième place à son coéquipier Carlos Sainz Jr. Les cinq pilotes éliminés sont Grosjean, Felipe Nasr, Jenson Button, Pastor Maldonado et Verstappen,,.

#### Session Q3
À l'issue de la première tentative, Nico Rosberg, en 1 min 40 s 738, réalise le meilleur temps en devançant son coéquipier Lewis Hamilton de 278 millièmes de seconde. Sergio Pérez n'est qu'à 180 millièmes du Britannique ; suivent Kimi Räikkönen, Daniel Ricciardo, Valtteri Bottas, Felipe Massa, Nico Hülkenberg et Daniil Kvyat. Carlos Sainz Jr. ne s'est pas élancé et ne va faire qu'une seule tentative,,.
Les pilotes reprennent la piste en fin de séance pour une seconde tentative. Si Hamilton est plus lent que lors de sa première sortie dans le premier secteur, il améliore ses performances dans les deux autres et passe en tête pour 124 millième de secondes. Toutefois, Rosberg améliore significativement son temps et, en 1 min 40 s 237 contre 1 min 40 s 614, obtient la vingt-deuxième pole position de sa carrière, sa seconde consécutive à Abou Dabi. Räikkönen, en 1 min 41 s 051, prend la troisième place de la grille, juste devant Pérez  (1 min 41 s 184). Ricciardo et Bottas occupent la troisième ligne, devant Hülkenberg et Massa,,.

### Grille de départ
| Pos.                                                                                      | Pilote           | Écurie                 | Qualifications 1 | Qualifications 2 | Qualifications 3 |
| ----------------------------------------------------------------------------------------- | ---------------- | ---------------------- | ---------------- | ---------------- | ---------------- |
| 1                                                                                         | Nico Rosberg     | Mercedes               | 1 min 41 s 111   | 1 min 40 s 979   | 1 min 40 s 237   |
| 2                                                                                         | Lewis Hamilton   | Mercedes               | 1 min 40 s 979   | 1 min 40 s 758   | 1 min 40 s 614   |
| 3                                                                                         | Kimi Räikkönen   | Ferrari                | 1 min 42 s 500   | 1 min 41 s 612   | 1 min 41 s 051   |
| 4                                                                                         | Sergio Pérez     | Force India-Mercedes   | 1 min 41 s 983   | 1 min 41 s 560   | 1 min 41 s 184   |
| 5                                                                                         | Daniel Ricciardo | Red Bull-Renault       | 1 min 42 s 275   | 1 min 41 s 830   | 1 min 41 s 444   |
| 6                                                                                         | Valtteri Bottas  | Williams-Mercedes      | 1 min 42 s 608   | 1 min 41 s 868   | 1 min 41 s 656   |
| 7                                                                                         | Nico Hülkenberg  | Force India-Mercedes   | 1 min 41 s 996   | 1 min 41 s 925   | 1 min 41 s 686   |
| 8                                                                                         | Felipe Massa     | Williams-Mercedes      | 1 min 42 s 303   | 1 min 42 s 349   | 1 min 41 s 759   |
| 9                                                                                         | Daniil Kvyat     | Red Bull-Renault       | 1 min 42 s 540   | 1 min 42 s 328   | 1 min 41 s 933   |
| 10                                                                                        | Carlos Sainz Jr. | Toro Rosso-Renault     | 1 min 42 s 911   | 1 min 42 s 482   | 1 min 42 s 708   |
| 11                                                                                        | Max Verstappen   | Toro Rosso-Renault     | 1 min 42 s 889   | 1 min 42 s 521   |                  |
| 12                                                                                        | Jenson Button    | McLaren-Honda          | 1 min 42 s 570   | 1 min 42 s 668   |                  |
| 13                                                                                        | Pastor Maldonado | Lotus-Mercedes         | 1 min 42 s 929   | 1 min 42 s 807   |                  |
| 14                                                                                        | Felipe Nasr      | Sauber-Ferrari         | 1 min 42 s 896   | 1 min 42 s 614   |                  |
| 15                                                                                        | Romain Grosjean  | Lotus-Mercedes         | 1 min 42 s 585   | pas de temps     |                  |
| 16                                                                                        | Sebastian Vettel | Ferrari                | 1 min 42 s 941   |                  |                  |
| 17                                                                                        | Fernando Alonso  | McLaren-Honda          | 1 min 42 s 187   |                  |                  |
| 18                                                                                        | Marcus Ericsson  | Sauber-Ferrari         | 1 min 43 s 838   |                  |                  |
| 19                                                                                        | Will Stevens     | Manor Marussia-Ferrari | 1 min 46 s 927   |                  |                  |
| 20                                                                                        | Roberto Merhi    | Manor Marussia-Ferrari | 1 min 47 s 434   |                  |                  |
| Temps minimal à réaliser pour la qualification : 1 min 48 s 042 (107 % de 1 min 40 s 979) |                  |                        |                  |                  |                  |

- Will Stevens, auteur du dix-neuvième temps des qualifications, est pénalisé d'un recul de cinq places pour changement de boîte de vitesses ; il perd une place au profit de son coéquipier Roberto Merhi[17] ;
- Romain Grosjean, auteur du quinzième temps des qualifications, est pénalisé d'un recul de cinq places pour changement de boîte de vitesses ; il s'élance de la dix-huitième place après la pénalisation de Stevens et le départ depuis la voie des stands de Roberto Merhi[18].

## Course

### Déroulement de l'épreuve
La température est de 26 °C dans l'air au départ de l'ultime manche du championnat du monde 2015. Romain Grosjean, après un changement de la boîte de vitesses de sa Lotus E23 Hybrid, s'élance de la dernière place de la grille de départ tandis que Roberto Merhi part depuis la voie des stands. Tous les pilotes s'élancent chaussés des pneumatiques « super tendres », à l'exception des pilotes de fond de grille que sont Sebastian Vettel (quinzième), Marcus Ericsson (dix-septième), Grosjean, Will Stevens (dix-neuvième) et Merhi. À l'extinction des feux, Nico Rosberg, en pole position, garde l'avantage dans le premier virage. Son coéquipier Lewis Hamilton, qui a plus de difficulté pour se lancer, doit contenir les attaques de Kimi Räikkönen et Sergio Pérez ; il conserve toutefois sa deuxième place. Un peu plus tard, dans le premier secteur, Pastor Maldonado perd le contrôle de sa Lotus après un contact avec la Sauber C34 de Felipe Nasr, et échoue contre Fernando Alonso ; alors que Maldonado, victime d'un bris de suspension, doit abandonner, l'Espagnol rejoint son stand au ralenti à cause d'une crevaison à l'avant droit de sa McLaren MP4-30 ; les commissaires de course le pénalisent alors d'un drive through, estimant qu'il est à l'origine du contact initial entre les deux concurrents sud-américains. Le premier tour offre de nombreuses manœuvres de dépassement et beaucoup de batailles rapprochées. Ainsi, Les Red Bull RB11, Toro Rosso STR10 et Williams FW37 se livrent à d'âpres luttes aux termes desquelles Nico Hülkenberg, au volant de sa Force India VJM08B, accède à la cinquième place tandis que Carlos Sainz Jr. gagne trois positions dans les deux premiers virages. Rosberg boucle le premier tour en tête, devant Hamilton, Räikkönen, Pérez, Hülkenberg, Daniel Ricciardo, Felipe Massa, Sainz, Daniil Kvyat et Valtteri Bottas,,.
Rosberg se met immédiatement à l'abri de l'utilisation, par son équipier Hamilton, de l'aileron arrière mobile et porte son avance à près de 2 secondes au cinquième tour ; après dix tours, elle passe à 5 secondes. Kvyat change le premier ses pneus, au sixième tour. Il est suivi par Pérez, Ricciardo et Massa au septième tour, Hülkenberg et Sainz au suivant, Bottas, Max Verstappen, Jenson Button et Alonso au neuvième. Bottas, relâché par le stand Williams F1 Team au moment où Button rejoint son emplacement, le percute et endommage son aileron avant ; il doit faire un tour complet avant de regagner son stand pour effectuer les réparations et écope d'une pénalité de 5 secondes ajoutées à son temps de course. Rosberg, Räikkönen et Hamilton stoppent avant le douzième tour. Hamilton ressort en troisième position, derrière Vettel qui est parti en pneus durs et ne s'est pas arrêté,,. 
Hamilton dépasse Vettel dans le quatorzième tour et, au tour suivant, compte 7 secondes de retard sur Rosberg. Au vingtième tour, Rosberg compte presque 6 secondes d'avance sur Hamilton ; suivent  Räikkönen à 10 secondes, Vettel, Pérez, Grosjean, Ricciardo, Hülkenberg, Massa, Kvyat, Verstappen et Sainz. Verstappen, qui a fait un plat sur ses pneus, s'arrête au vingt-et-unième tour. Vettel et Grosjean, tous deux sur des stratégies décalées, effectuent leur premier changement au vingt-quatrième tour. Vettel chausse à nouveau les pneus les plus durs pour un sprint final en « supertendres ». Dans le même temps, Hamilton, après avec trois meilleurs tours en course consécutifs, réduit son retard sur son coéquipier à 2,5 secondes. Hülkenberg effectue son arrêt au vingt-cinquième tour et Kvyat au suivant. Ricciardo, Massa, Nasr, Pérez, Button, Sainz et Bottas stoppent entre les vingt-septième et trentième tours. Rosberg, qui ne possède plus que 1,3 seconde d'avance sur Hamilton, passe les pneus durs au trente-deuxième tour ; Räikkönen s'arrête longuement à la boucle suivante tandis que Vettel chausse les pneus les plus tendres au quarantième tour, deux boucles avant Hamilton qui choisit de ressortir avec les pneus durs alors qu'il pouvait disposer de « super tendres », plus frais de dix tours que ceux de Rosberg, lui permettant de combler son retard avoisinant les dix secondes,,. 
Alors qu'il reste treize tours à couvrir, Rosberg mène l'épreuve avec 12 secondes d'avance sur son coéquipier qui aligne les tours rapides ; le Britannique revient ainsi à 8 secondes au quarante-septième tour mais ne peut prétendre à la victoire. Rosberg remporte ainsi son sixième succès cette saison, le quatorzième de sa carrière, son troisième consécutif, ce qui ne lui était encore jamais arrivé. Derrière ce duo, Räikkönen conserve la troisième place, devant Vettel, Pérez, Ricciardo, Hülkenberg, Massa, Grosjean (qui termine la course à un rythme effréné grâce à son choix pneumatique décalé) et Kvyat,,.

### Classement de la course
| Pos. | no | Pilote           | Écurie                 | Tours | Temps/Abandon                           | Grille  | Points |
| ---- | -- | ---------------- | ---------------------- | ----- | --------------------------------------- | ------- | ------ |
| 1    | 6  | Nico Rosberg     | Mercedes               | 55    | 1 h 38 min 30 s 175 (185,998 km/h)      | 1       | 25     |
| 2    | 44 | Lewis Hamilton   | Mercedes               | 55    | + 8 s 271                               | 2       | 18     |
| 3    | 7  | Kimi Räikkönen   | Ferrari                | 55    | + 19 s 430                              | 3       | 15     |
| 4    | 5  | Sebastian Vettel | Ferrari                | 55    | + 43 s 735                              | 15      | 12     |
| 5    | 11 | Sergio Pérez     | Force India-Mercedes   | 55    | + 1 min 03 s 952                        | 4       | 10     |
| 6    | 3  | Daniel Ricciardo | Red Bull-Renault       | 55    | + 1 min 05 s 010                        | 5       | 8      |
| 7    | 27 | Nico Hülkenberg  | Force India-Mercedes   | 55    | + 1 min 33 s 618                        | 7       | 6      |
| 8    | 19 | Felipe Massa     | Williams-Mercedes      | 55    | + 1 min 37 s 751                        | 8       | 4      |
| 9    | 8  | Romain Grosjean  | Lotus-Mercedes         | 55    | + 1 min 38 s 201                        | 18      | 2      |
| 10   | 26 | Daniil Kvyat     | Red Bull-Renault       | 55    | + 1 min 42 s 371                        | 9       | 1      |
| 11   | 55 | Carlos Sainz Jr. | Toro Rosso-Renault     | 55    | + 1 min 43 s 525                        | 10      |        |
| 12   | 22 | Jenson Button    | McLaren-Honda          | 54    | + 1 tour                                | 12      |        |
| 13   | 77 | Valtteri Bottas  | Williams-Mercedes      | 54    | + 1 tour                                | 6       |        |
| 14   | 9  | Marcus Ericsson  | Sauber-Ferrari         | 54    | + 1 tour                                | 17      |        |
| 15   | 12 | Felipe Nasr      | Sauber-Ferrari         | 54    | + 1 tour                                | 14      |        |
| 16   | 33 | Max Verstappen   | Toro Rosso-Renault     | 54    | + 1 tour (dont 25 secondes de pénalité) | 11      |        |
| 17   | 14 | Fernando Alonso  | McLaren-Honda          | 53    | + 2 tours                               | 16      |        |
| 18   | 28 | Will Stevens     | Manor Marussia-Ferrari | 53    | + 2 tours                               | 19      |        |
| 19   | 98 | Roberto Merhi    | Manor Marussia-Ferrari | 52    | + 3 tours                               | pitlane |        |
| Abd. | 13 | Pastor Maldonado | Lotus-Mercedes         | 0     | Accrochage avec Fernando Alonso         | 13      |        |

### Pole position et record du tour
- Pole position :  Nico Rosberg (Mercedes) en 1 min 40 s 237 (199,471 km/h)[23].
- Meilleur tour en course :  Lewis Hamilton (Mercedes) en 1 min 44 s 517 (191,303 km/h) au quarante-quatrième tour[24].

### Tours en tête
- Nico Rosberg : 43 tours (1-10 / 12-30 / 42-55)[25]
- Lewis Hamilton : 12 tours (11 / 31-41)

## Classements généraux à l'issue de la course
| Pos.     | Pilote           | Écurie               | Points |
| -------- | ---------------- | -------------------- | ------ |
| Champion | Lewis Hamilton   | Mercedes             | 381    |
| 2        | Nico Rosberg     | Mercedes             | 322    |
| 3        | Sebastian Vettel | Ferrari              | 278    |
| 4        | Kimi Räikkönen   | Ferrari              | 150    |
| 5        | Valtteri Bottas  | Williams-Mercedes    | 136    |
| 6        | Felipe Massa     | Williams-Mercedes    | 121    |
| 7        | Daniil Kvyat     | Red Bull-Renault     | 95     |
| 8        | Daniel Ricciardo | Red Bull-Renault     | 92     |
| 9        | Sergio Pérez     | Force India-Mercedes | 78     |
| 10       | Nico Hülkenberg  | Force India-Mercedes | 58     |
| 11       | Romain Grosjean  | Lotus-Mercedes       | 51     |
| 12       | Max Verstappen   | Toro Rosso-Renault   | 49     |
| 13       | Felipe Nasr      | Sauber-Ferrari       | 27     |
| 14       | Pastor Maldonado | Lotus-Mercedes       | 27     |
| 15       | Carlos Sainz Jr. | Toro Rosso-Renault   | 18     |
| 16       | Jenson Button    | McLaren-Honda        | 16     |
| 17       | Fernando Alonso  | McLaren-Honda        | 11     |
| 18       | Marcus Ericsson  | Sauber-Ferrari       | 9      |

| Pos.     | Écurie               | Points |
| -------- | -------------------- | ------ |
| Champion | Mercedes             | 703    |
| 2        | Ferrari              | 428    |
| 3        | Williams-Mercedes    | 257    |
| 4        | Red Bull-Renault     | 187    |
| 5        | Force India-Mercedes | 136    |
| 6        | Lotus-Mercedes       | 78     |
| 7        | Toro Rosso-Renault   | 67     |
| 8        | Sauber-Ferrari       | 36     |
| 9        | McLaren-Honda        | 27     |

## Statistiques
Le Grand Prix d'Abou Dabi 2015 représente :
- la 22e pole position de sa carrière pour Nico Rosberg, sa septième cette saison[28] ;
- la 14e victoire de sa carrière en Formule 1 pour Nico Rosberg, sa sixième cette saison[29] ;
- la 45e victoire pour Mercedes en tant que constructeur[30] ;
- le 28e doublé pour Mercedes en tant que constructeur, le 12e de la saison, ce qui constitue un nouveau record[31],[32] ;
- la 131e victoire pour Mercedes en tant que motoriste[33] ;
- le 32e podium de la saison pour Mercedes, ce qui constitue un nouveau record[34] ;
- le 73e et dernier Grand Prix de Manor Marussia F1 Team.

Au cours de ce Grand Prix :
- Mercedes égale, pour la deuxième année consécutive, le record, établi par Red Bull Racing en 2011, de 18 pole positions en une saison[35] ;
- Mercedes égale son record de seize victoires en une saison détenu depuis 2014[36] ;
- Lewis Hamilton égale le record de 17 podiums en une saison détenu par Michael Schumacher en 2002 et Sebastian Vettel en 2011. Michael Schumacher reste le seul pilote à être monté sur tous les podiums d'un championnat (17 épreuves en 2002)[37] ;
- Kimi Räikkönen égale Ayrton Senna en montant sur son 80e podium en Formule 1[38] ;
- Force India prend le départ de son 150e Grand Prix[39] ;
- Derek Warwick (146 départs en Grands Prix de Formule 1 dont 2 meilleurs tours en course et 4 podiums, vainqueur des 24 Heures du Mans 1992) a été nommé par la FIA conseiller pour aider dans leurs jugements le groupe des commissaires de course[40].